# Tour de la Banque Uralsib
La Tour de la banque Uralsib (Уралсиб (здание)) est un gratte-ciel construit de 1998 à 1999 à Oufa en Russie, près des monts Oural. Il abrite des bureaux de la société financière Uralsib, une des 30 plus grande banque de Russie en 2017.
C'est l'un des deux gratte-ciel d'Oufa avec l'Idel Tower construite en 2017.
L'architecte est Sergey Goldobin